# Giovanni Belzoni
Giovanni Battista Belzoni (phát âm tiếng Ý: [dʒoˈvanni batˈtista belˈtsoːni]; 5 tháng 11 năm 1778 - 3 tháng 12 năm 1823), đôi khi được gọi là The Great Belzoni, là một nhà thám hiểm người Ý và nhà khảo cổ tiên phong về cổ vật Ai Cập. Ông được biết đến khi rời khỏi Anh về bức tượng bán thân Ramesses II nặng 7 tấn, việc dọn sạch cát từ lối vào của ngôi đền lớn ở Abu Simbel, khám phá và tài liệu về lăng mộ Seti I (đôi khi còn được gọi là "Belzoni's Tomb"), và người đầu tiên xâm nhập vào kim tự tháp thứ hai của Giza.